# دورية الفضاء - المغامرات الرائعة لسفينة الفضاء أوريون
دورية الفضاء - المغامرات الرائعة لسفينة الفضاء أوريون (بالألمانية: Raumpatrouille – Die phantastischen Abenteuer des Raumschiffes Orion) (ويعرف اختصارًا باسم سفينة الفضاء أوريون، وفي إصدارات الفيديو الأحدث أيضًا باسم دورية الفضاء أوريون، هو أول وأشهر مسلسل تلفزيوني خيال علمي ألماني. بُث المسلسل في سبعة أجزاء على قناة أيه إر ده كل أسبوعين في أمسيات السبت بعد البرنامج الإخباري تاجسشاو ابتداءً من 17 سبتمبر 1966. كان أول مسلسل تلفزيوني ينتج إنتاجًا مشتركًا بين ألمانيا وفرنسا، حيث ساهمت فرنسا بنحو 20 % من تكاليف الإنتاج.
حظيت سلسلة الأفلام بالأبيض والأسود بطائفة معجبين لعقود من الزمن. عند بثه أول مرة على قناة أيه إر ده، حقق تقييمات تصل إلى 56 % ولذلك كان يطلق عليه في كثير من الأحيان كناس الشوارع. في ألمانيا، بُث المسلسل على التلفزيون الألماني في عامي 1968 و1975، وكذلك من قبل العديد من محطات البث الإقليمية التابعة لأيه إر ده، مثل في ده إر في عامي 1973 و1987، وتلفزيون إن ده إر، وتلفزيون ها إر، و زود فيست 3 آنذاك، وكذلك من قبل هيئة البث الخاصة سات .1 (هنا، ولأسباب قانونية غالبًا خمس حلقات فقط) حتى عام 1999 بإجمالي تكرار 20 مرة.

## المحتوى
تجري الأحداث في المستقبل الذي يقدَّم في شارة البداية من خلال النص الذي يتحدث به كلاوس بيدرشتات في بداية كل حلقة:
القائد كليف أليستر ماكلين (ديتمار شونهير)، المعروف بغطرسته، ينفذ مناورة هبوط، كانت تعد مستحيلة في السابق، باستخدام الطراد الفضائي السريع أوريون مخالفًا أمرًا صريحًا. عقابًا له، يُنقل هو وطاقمه من وحدات الفضاء السريعة إلى دورية الفضاء ليكونوا تحت إشراف تامارا جاجيلوفسك (إيفا بفلوج) من جهاز الأمن المجري (GSD)، الذي من المفترض أن يمنع المزيد من الانتهاكات للقواعد. في مهمتهم الأولى، يواجهون "الضفادع" الغريبة، وهي جنس فضائي معاد يثبت في البداية أنه متفوق من الناحية التقنية ويحاول اختراق أنظمة دفاع الأرض.
يشمل طاقم أوريون العادي أيضًا: ماريو دي مونتي (ضابط الأسلحة)، وأتان شوباشي (ملاح)، وهاسو سيغبيورنسون (مهندس طيران)، وهيلجا ليجريلي (ملازم مراقبة الفضاء). الرئيس المباشر لـماكلين هو الجنرال وامسلير. رئيس جهاز الأمن العام هو العقيد فيلا. قائد وحدات الفضاء السريعة هو الجنرال فان دايك.

## الإنتاج
صور المسلسل بالأبيض والأسود على فيلم 35 ملم في 16 مارس 1965، وصُور بإبداع وجهد كبيرين. أُنتجت بعض اللقطات باستخدام عملية الشاشة الزرقاء، فكان لا بد من تصويرها بالألوان. وبما أن WDR، التي كانت تعتبر في البداية المنتج الرئيسي، كانت قد خططت لتكاليف تصل إلى 360 ألف مارك ألماني، كان سعر الحلقة الواحدة مرتفعًا للغاية، مما دفع رئيس بافاريا هيلموت جيديل إلى البحث عن منتج مشارك، فأصبحت أو آر تي إف الفرنسية شريكًا. نظرًا لأن أو آر تي إف تحملت 20% من تكاليف الإنتاج، خُصصت بعض المشاهد بالتوازي للجمهور الفرنسي. على سبيل المثال، في الحلقة 5، لعبت كريستيان مينازولي في النسخة الفرنسية دور "SIE/ELLE" (التي لعبت دورها مارجوت تروجر في النسخة الألمانية). موريس تيناك، الذي كان من المفترض أن يلعب دور كبير المهندسين كرانز في النسخة الفرنسية فقط، يمكن رؤيته في كلا النسختين. يطلق على دورية الفضاء الفرنسية اسم "كوماندوز الفضاء".
كان قطر مركز القيادة 28 أمتار ويضم 3200 مصباح كهربائي و10000 متر من الكابلات المثبتة للدوائر الكهربائية. استخدمت أجهزة كي معدلة ومبراة أقلام كتجهيزات وأكواب بلاستيكية كإضاءة سقف في خلفية المشاهد. كانت شارات الرتب الموجودة على الزي الرسمي أجزاء من بطاقات مثقبة لأنظمة حواسيب. تمثل البندولات الموجودة في الساعة والمقلوبة، والتي تحتوي كرة معدنية موضوعة على ساق أسطوانية، ممثلة رافعات القيادة. كما استُخدمت بكرات خيوط، وصممات صنبور، ومنظم حرارة كعناصر زخرفية. أُنتجت الخلفيات في قمرة القيادة الخاصة بمركبة أوريون باستخدام تقنية التشكيل الحراري، والتي كانت جديدة في ذلك الوقت. صُورت معظم اللقطات في شركة بافاريا فيلم في جايزلجاسشتايج.